# Pseudalcathoe chatanayi
Pseudalcathoe chatanayi is een vlinder uit de familie wespvlinders (Sesiidae), onderfamilie Sesiinae.
Pseudalcathoe chatanayi is voor het eerst wetenschappelijk beschreven door Le Cerf in 1916. De soort komt voor in het Neotropisch gebied.